# سنقر (إيران)
سنقر (بالفارسية: سنقر) (بالكردية: سونقوڕ، Sunqûr‏) هي منطقة سكنية في إيران في قسم. يقدر عدد سكانها بـ 43,184 نسمة .

## أعلام
- محمد نوري
- صالح حسيني